# (99977) 1981 ET12
(99977) 1981 ET12 es un asteroide perteneciente al cinturón de asteroides descubierto por Schelte John Bus el 1 de marzo de 1981 desde el Observatorio de Siding Spring.

## Designación y nombre
Designado provisionalmente como 1981 ET12.

## Características orbitales
1981 ET12 está situado a una distancia media de 2,324 ua, pudiendo alejarse un máximo de 2,660 ua y acercarse un máximo de 1,989 ua. Tiene una excentricidad de 0,144.

## Características físicas
Este asteroide tiene una magnitud absoluta de 16,8.